# Термін дії опціону
Термін дії опціону (реченець, вихід, дозрівання) або опціонного контракту (дата експірації) — це остання дата, коли власник опціону може виконати його, не порушуючи умов договору. Якщо передбачено «автоматичне виконання», чиста вартість опціону зараховуються на рахунок власника довгої позиції і списується з рахунку власника короткої позиції.
Як правило, термін дії опціонних контрактів, які торгуються на фондових біржах, визначений наперед. Наприклад, для фондових бірж США опціонні контракти на акції діють до суботи після третьої п'ятниці місяця, якщо ця п'ятниця не є вихідним днем. У випадку, коли третя п'ятниця є вихідним, реченцем опціону стає четвер перед цією п'ятницею.